# Équation de Cahn-Hilliard
L'équation de Cahn-Hilliard (d'après John W. Cahn et John E. Hilliard) est une équation de physique mathématique qui décrit le procédé de séparation de phase, par lequel deux composants d'un fluide binaire se séparent spontanément et forment des domaines purs dans chaque composant. Si {\displaystyle c} est la concentration du fluide, avec {\displaystyle c=\pm 1} indiquant les domaines, alors l'équation s'écrit
{\displaystyle {\frac {\partial c}{\partial t}}=D\nabla ^{2}\left(c^{3}-c-\gamma \nabla ^{2}c\right),}
où {\displaystyle D} est un coefficient de diffusion homogène au carré d'une longueur divisé par un temps (i.e. de dimension {\displaystyle L^{2}/T}) et {\displaystyle {\sqrt {\gamma }}} donne la longueur des régions de transition entre les domaines. Ici, {\displaystyle \partial /{\partial t}} est la dérivée partielle temporelle et {\displaystyle \nabla ^{2}} est le laplacien en {\displaystyle n} dimensions. De plus, la quantité {\displaystyle \mu =c^{3}-c-\gamma \nabla ^{2}c} est identifiée à un potentiel chimique.
Cette équation est reliée à l'équation d'Allen-Cahn, ainsi qu'aux équations stochastiques de Cahn-Hilliard et Allen-Cahn.

## Caractéristiques et applications
Les mathématiciens s'intéressent à l'existence d'une solution unique à l'équation de Cahn-Hilliard, donnée par des données initiales lisses. La preuve s'appuie essentiellement sur l'existence d'une fonctionnelle de Liapunov. Plus spécifiquement, si l'on identifie
{\displaystyle F[c]=\int d^{n}x\left[{\frac {1}{4}}\left(c^{2}-1\right)^{2}+{\frac {\gamma }{2}}\left|\nabla c\right|^{2}\right],}
à une fonctionnelle d'énergie libre, alors
{\displaystyle {\frac {dF}{dt}}=-\int d^{n}x\left|\nabla \mu \right|^{2},}
de sorte que l'énergie libre décroît avec le temps. Ceci indique aussi que la séparation en domaines est la finalité asymptotique de cette équation.
Dans des expériences réelles, la séparation en domaines d'un fluide binaire initialement mélangé est observée. La séparation est caractérisée par les faits suivants.

Évolution de données initiales aléatoires avec l'équation de Cahn-Hilliard avec et, démontrant la séparation des phases.

- Il y a une couche de transition entre les domaines séparés, avec un profil donné par la fonction {\displaystyle c(x)=\tanh \left({\frac {x}{\sqrt {2\gamma }}}\right)}, d'où une largeur typique de {\displaystyle {\sqrt {\gamma }}} car cette fonction est une solution à l'équilibre de l'équation de Cahn-Hilliard.
- Les domaines grandissent avec le temps selon une loi de puissance. Si {\displaystyle L(t)} est une taille de domaine typique, alors {\displaystyle L(t)\propto t^{1/3}}. C'est la loi de Lifshitz-Slyozov, qui a été prouvée rigoureusement pour l'équation de Cahn-Hilliard et observée dans des simulations numériques et des expériences réelles avec des fluides binaires.
- L'équation de Cahn-Hilliard a une forme de loi de conservation, {\displaystyle {\frac {\partial c}{\partial t}}=\nabla \cdot \mathbf {j} (x)}, avec {\displaystyle \mathbf {j} (x)=D\nabla \mu }. Ainsi le processus de séparation de phase conserve la concentration totale {\displaystyle C=\int d^{n}xc\left(x,t\right)}, de sorte que {\displaystyle {\frac {dC}{dt}}=0}.
- Lorsqu'une phase est significativement plus abondante, l'équation de Cahn-Hilliard peut montrer le phénomène connu sous le nom de mûrissement d'Ostwald, où la phase minoritaire forme des gouttelettes sphériques, et les gouttelettes les plus petites sont absorbées par diffusion dans les plus grandes.

Les équations de Cahn-Hilliard trouvent des applications dans des domaines divers, des fluides complexes à la matière souple (écoulement de fluide à l'interface, science des polymères et applications industrielles). La solution de l'équation de Cahn-Hilliard pour un mélange binaire coïncide bien avec la solution d'un problème de Stefan et le modèle de Thomas et Windle. Les chercheurs s'intéressent actuellement au couplage de la séparation de phase de l'équation de Cahn-Hilliard aux équations de Navier-Stokes pour les écoulements de fluide.